# Hahncappsia pergilvalis
Hahncappsia pergilvalis is een vlinder uit de familie van de grasmotten (Crambidae), uit de onderfamilie van de Pyraustinae. De wetenschappelijke naam van deze soort is voor het eerst voorgesteld als Botis pergilvalis door George Duryea Hulst in een publicatie uit 1886.
De soort komt voor in de Verenigde Staten.